# Yamada Eiichiro
Eiichiro Yamada (sinh ngày 15 tháng 6 năm 1971) là một cầu thủ bóng đá người Nhật Bản.

## Sự nghiệp câu lạc bộ
Eiichiro Yamada đã từng chơi cho Yokohama Marinos.